# Liste der Baudenkmale in Bassum
In der Liste der Baudenkmale in Bassum sind alle Baudenkmale der niedersächsischen Stadt Bassum aufgelistet. Die Quelle der Baudenkmale ist der Denkmalatlas Niedersachsen. Der Stand der Liste ist der 14. August 2025.

## Allgemein
In den Spalten befinden sich folgende Informationen:
- Lage: die Adresse des Baudenkmales und die geographischen Koordinaten. Kartenansicht, um Koordinaten zu setzen. In der Kartenansicht sind Baudenkmale ohne Koordinaten mit einem roten Marker dargestellt und können in der Karte gesetzt werden. Baudenkmale ohne Bild sind mit einem blauen Marker gekennzeichnet, Baudenkmale mit Bild mit einem grünen Marker.
- Bezeichnung: Bezeichnung des Baudenkmales
- Beschreibung: die Beschreibung des Baudenkmales. Unter § 3 Abs. 2 NDSchG werden Einzeldenkmale und unter § 3 Abs. 3 NDSchG Gruppen baulicher Anlagen und deren Bestandteile ausgewiesen.
- ID: die Objekt-ID des Baudenkmales
- Bild: ein Bild des Baudenkmales, ggf. zusätzlich mit einem Link zu weiteren Fotos des Baudenkmals im Medienarchiv Wikimedia Commons. Wenn man auf das Kamerasymbol klickt, können Fotos zu Baudenkmalen aus dieser Liste hochgeladen werden:

## Bassum

### Gruppe: Amtshof Burg Freudenberg
Die Gruppe „Amtshof Burg Freudenberg“ hat die ID 34626925.

| Lage                                                            | Bezeichnung        | Beschreibung | ID       | Bild |
| --------------------------------------------------------------- | ------------------ | --- | -------- | ---- |
| Am Damm 9a 52° 50′ 42″ N, 8° 43′ 0″ O                           | Amtshaus           | Das zweigeschossige Fachwerkgebäude mit Mittelrisalit im Süden wurde im 17. Jahrhundert unter einem Krüppelwalmdach errichtet und 1990 bis 1991 saniert. | 34426997 |      |
| Am Damm 9a 52° 50′ 43″ N, 8° 43′ 0″ O                           | Amtshaus           | Das zweigeschossige Fachwerkgebäude mit Ladeluke wurde im 16. Jahrhundert als Gerichtsschreiberei unter einem Krüppelwalmdach errichtet. | 34427018 |      |
| Am Damm 9a 52° 50′ 42″ N, 8° 43′ 1″ O                           | Gefängnis          | Das Fachwerkgebäude wurde im 14. Jahrhundert als Verlies in dessen massivem Unterbau unter einem Satteldach errichtet. | 34427041 |      |
| Bremer Straße/Wilhelm-Rohlfs-Straße 52° 50′ 59″ N, 8° 43′ 37″ O | Kriegerdenkmal     | Das 1885 errichtete Mahnmal für die dreißig Gefallenen des Deutsch-Französischen Krieges wurde 2001 hierher versetzt, weil es am Amtshof dem Straßenbau im Weg stand. Auf einem polygonalen stufigen Sockel steht ein Podest mit den Tafeln. Darüber befindet sich ein konischer Pfeiler mit ornamentaler Abdachung und aufgesetztem Adler. | 34427159 |      |
| Amtsfreiheit 1 52° 50′ 41″ N, 8° 42′ 53″ O                      | Wohnhaus           | Das eingeschossige Fachwerkgebäude wurde als Pförtnerhaus (ehem. Burgmannshof) unter einem Krüppelwalmdach errichtet. Der Giebel zur Straße ist komplett verbrettert. | 34427182 |      |
| Amtsfreiheit 52° 50′ 41″ N, 8° 42′ 57″ O                        | Thie               | Innerhalb der Parkanlagen liegt der frühere Thie. Er ist durch Findlinge, die ihn abgrenzen, erkennbar. | 34427159 |      |
| Amtsfreiheit 13 52° 50′ 41″ N, 8° 42′ 53″ O                     | Wirtschaftsgebäude | Das Zweiständergebäude mit Längseinfahrt unter einem Walm- bzw. Krüppelwalmdach wurde als Vorwerk des Amtshofs genutzt. | 34427203 |      |

### Gruppe: Stift Bassum
Die Gruppe „Stift Bassum“ umfasst die Bauwerke des alten Kanonissenstift, das 846 bis 850 durch Luitgart begründet und durch Ansgar von Bremen geweiht wurde. Ab 1210 wurde das Stift von Benediktinerinnen bewohnt. Die Grafen von Hoya wandelten das Kloster in ein evangelisches Damenstift um. Während die heutige Kirche im 13. Jahrhundert entstand, sind die übrigen Gebäude jüngerer Zeit. Die Gruppe hat die ID 34626896.

| Lage                                      | Bezeichnung              | Beschreibung | ID       | Bild           |
| ----------------------------------------- | ------------------------ | --- | -------- | -------------- |
| Am Kirchhof 2 52° 50′ 42″ N, 8° 43′ 25″ O | Kirche                   | Die spätromanische Stufenhalle aus Backstein mit einem Querhaus wurde im beginnenden 13. Jahrhundert errichtet. Die Kirche St. Mauritius und St. Viktor wird heute als Stiftskirche bezeichnet. Die Türme sind wohl dem Brand von 1327 zum Opfer gefallen. 1797 wurde die Kirche erneut Opfer eines Brandes. Von 1866 bis 1869 erfolgte eine Restaurierung durch Conrad Wilhelm Hase. | 34427089 | Weitere Bilder |
| Stift 1 52° 50′ 42″ N, 8° 43′ 22″ O       | Klostergebäude           | Das zweigeschossige Fachwerkgebäude wurde auf einem steinernen Sockel und unter einem Walmdach von 1754 bis 1758 durch Äbtissin Eleonora von Estorff errichtet. Das Stiftsgebäude wird als „Abtei“ bezeichnet und umfasste die Wohnung der Äbtissin und des Kanonikus sowie einige Gemeinschaftsräume des Stifts. Die Ausstattung ist noch größtenteils erhalten.                     | 34427510 | Weitere Bilder |
| Bremer Straße 52° 50′ 41″ N, 8° 43′ 18″ O | Mühle                    | Das zweigeschossige Backsteingebäude wurde 1881 unter einem Satteldach errichtet. Schon früh war eine Francis-Turbine eingebaut. | 34427227 |                |
| Am Kirchhof 2 52° 50′ 40″ N, 8° 43′ 28″ O | Grabstätte               | Das Grabmal von Barckhausen wurde 1802 auf dem Kirchhof der Stiftskirche angelegt und stellt sich als eingezäuntes Sandsteinpodest mit gestufter Überdachung dar, auf der eine Vase thront. | 34427112 |                |
| Stift 52° 50′ 41″ N, 8° 43′ 21″ O         | Garten                   | Die Stiftsgärten liegen auf dem Stiftsgelände und Richtung Klosterbach. | 34427487 |                |
| Stift 1a 52° 50′ 42″ N, 8° 43′ 21″ O      | Gewächshaus              | Das eingeschossige Backsteingebäude steht unter einem Satteldach und angrenzend zu einem Turm. | 34427534 |                |
| Stift 2 52° 50′ 40″ N, 8° 43′ 25″ O       | Klostergebäude           | 1775 wurde das Stiftsdamenhaus (sog. „Dechanei“) als zweigeschossiges Fachwerkgebäude unter einem Walmdach errichtet. Das Gebäude wurde von der Dechantin, der Stellvertreterin der Äbtissin, bewohnt. Eine Wand wurde massiv durch Backstein ersetzt. | 34427557 |                |
| Stift 2a 52° 50′ 40″ N, 8° 43′ 25″ O      | Klostergebäude           | Die ehemalige Waschküche wurde als zweigeschossiges Fachwerkgebäude unter einem Walmdach errichtet. | 34427583 |                |
| Stift 3 52° 50′ 41″ N, 8° 43′ 23″ O       | Klostergebäude           | 1689 wurde das zweigeschossige Fachwerkgebäude als sog. „Jugendhaus“ bzw. Stiftsdamenhaus unter einem Walmdach errichtet. Das erste Obergeschoss kragt vor. | 34427604 |                |
| Stift 3a 52° 50′ 41″ N, 8° 43′ 22″ O      | Speicher                 | 1827 wurde der zweigeschossige Backsteinspeicher unter einem Satteldach mit Ladeluke errichtet. | 34427628 |                |
| Stift 4 52° 50′ 41″ N, 8° 43′ 25″ O       | Klostergebäude           | Das eingeschossige Fachwerkgebäude wurde als Stiftsdamenhaus unter einem Halbwalmdach errichtet. | 34427652 |                |
| Stift 5 52° 50′ 41″ N, 8° 43′ 19″ O       | Wohnhaus                 | Das eingeschossige Fachwerkgebäude wurde im 19. Jahrhundert als Wohnhaus für den Müller unter einem Halbwalmdach errichtet. | 34427673 |                |
| Am Kirchhof 4 52° 50′ 40″ N, 8° 43′ 26″ O | Wohn-/Wirtschaftsgebäude | Das Zweiständergebäude unter einem Krüppelwalmdach von 1820 war zunächst als Küsterschule eingerichtet worden. Später diente es als Wohnhaus, dann als Pfarrhaus von 1956 bis 2007. Heute dient es als Gemeindehaus bzw. Gemeindebüro. | 34427134 |                |
| Am Kirchhof 4 52° 50′ 40″ N, 8° 43′ 28″ O | Remise                   | Das Fachwerkgebäude mit Quereinfahrt wurde unter einem Walmdach errichtet. | 34429533 |                |

### Einzeldenkmale
| Lage                                            | Bezeichnung | Beschreibung | ID       | Bild           |
| ----------------------------------------------- | ----------- | --- | -------- | -------------- |
| Sulinger Landstraße 52° 49′ 58″ N, 8° 44′ 19″ O | Friedhof    | Der jüdische Friedhof wurde vor 1840 angelegt und birgt 28 Grabsteine aus der Zeit zwischen 1840 bis 1937. Daneben sind neun Grabsteine für 102 russische Kriegsgefangene erhalten. | 34427377 | Weitere Bilder |

### Weitere Denkmale
| Bild                                              | Bezeichnung                                       | Lage                                                          | Beschreibung | Bauzeit | Eingetragen seit | Denkmal- nummer                                  |
| ------------------------------------------------- | ------------------------------------------------- | ------------------------------------------------------------- | --- | --- | ---------------- | ------------------------------------------------ |
| Wohn-/Wirtschaftsgebäude (ehem. Rentei)           | Wohn-/Wirtschaftsgebäude (ehem. Rentei)           | Bassum Bremer Straße 6 Karte                                  | Wohn- und Wirtschaftsgebäude Bremer Straße 6, Zweiständer-Hallenhaus in Fachwerk mit Putzausfachungen und Krüppelwalmdach; heute Kita Rentei                                                | 1815 |                  | 25.100.700.024, ID 34427251 Wikidata             |
| Schule, ehem.                                     | Schule, ehem.                                     | Bassum Bremer Straße 16                                       | Schule Bremer Straße 16, historisierendes Gebäude von 1875, seit 1982 Ärzte- und Dienstleistungszentrum                                                                                     | 1875 |                  | 25.100.700.025, ID: 3442846 Wikidata             |
| Amtsgericht                                       | Amtsgericht                                       | Bassum Bremer Straße 28 Karte                                 | mit Gefängnisflügel | 1864 |                  | 25100700026M001                                  |
| Zollhaus, ehem.                                   | Zollhaus, ehem.                                   | Bassum Bremer Straße 93 Karte                                 | Fachwerkhaus | |                  | 25.100.700.027, ID ?                             |
| Kriegerehrenmal                                   | Kriegerehrenmal                                   | Bassum Eschenhäuser Straße Karte                              | Ehrenmal für die Toten des Ersten und des Zweiten Weltkriegs. Inschrift: 1914–1918 / Den Toten beider Weltkriege / 1939–1945                                                                | |                  | 25.100.700.023                                   |
| Burgmannshof,ehem.                                | Burgmannshof,ehem.                                | Bassum Harpstedter Straße 18 Karte                            | 2-gesch. Fachwerkhaus von um 1600 mit zwei Anbauten | |                  | ID: 34427402 Wikidata                            |
| Wohnhaus                                          | Wohnhaus                                          | Bassum Kirchstraße 1 Karte                                    | 2-gesch. Putzbau mit Walmdach. | 1895 |                  | 25.100.700.102, ID 34427422 Wikidata             |
| Wohnhaus                                          | Wohnhaus                                          | Bassum Kirchstraße 18 Karte                                   | Wohnhaus Kirchstraße 18, Fachwerkgebäude aus dem frühen 18. Jahrhundert, ehem. Bassums erste Apotheke                                                                                       | |                  | 25.100.700.030, ID 34427447 Wikidata             |
| Wohnhaus                                          | Wohnhaus                                          | Bassum Pastorenweg 1 Karte                                    | Wohnhaus Pastorenweg 1, Gebäude in Fachwerk mit Krüppelwalmdach, früher auch Pfarre im Osten                                                                                                | vermutl. 18. Jh. |                  | 25.100.700.031, ID 34427467 Wikidata             |
| Wohnhaus, ehem. Hotel zu Post                     | Wohnhaus, ehem. Hotel zu Post                     | Bassum Marie-Hackfeld-Straße 2, alt: Sulinger Straße 18 Karte | Wohnhaus Marie-Hackfeld-Straße 2, 2-gesch. Putzbau mit Walmdach. | 1895 |                  | 25.100.700.101, ID: 34627100 Wikidata            |
| Wohnhaus                                          | Wohnhaus                                          | Bassum Sulinger Straße 19 Karte                               | Wohnhaus Sulinger Straße 19, Fachwerkhaus von 1643, 1899 umgestaltet mit heutigem Erscheinungsbild, bekannt als sog. Knesenburg.                                                            | 1648, 1899 |                  | 25.100.700.100, ID 34427719 Wikidata             |
| Wohn-/Wirtschaftsgebäude                          | Wohn-/Wirtschaftsgebäude                          | Groß Bramstedt Feldstraße 6 Karte                             | Wohn- und Wirtschaftsgebäude Feldstraße 6, Fachwerkhaus; heute christliches Zentrum mit Wohngemeinschaft                                                                                    | 1820 |                  | 25.100.700.032, ID: 34427762 Wikidata            |
| Scheune                                           | Scheune                                           | Groß Bramstedt Röllinghausen 1 Karte                          | Massive verklinkerte Scheune auf der Hofanlage Röllinghausen 1 | |                  | 25.100.700.091 Wikidata                          |
| Stall (Stallanbau)                                | Stall (Stallanbau)                                | Groß Bramstedt Röllinghausen 1                                | Fachwerkhaus | |                  | 25.100.700.092 Wikidata                          |
| Wohn-/Wirtschaftsgebäude                          | Wohn-/Wirtschaftsgebäude                          | Groß Bramstedt Röllinghausen 1                                | Fachwerkhallenhau von 1823 | 1823 |                  | 25.100.700.093, ID.Nr.: 34627051 Wikidata        |
| Stallflügel                                       | Stallflügel                                       | Groß Bramstedt Röllinghausen 2                                | Massiver Stallflügel mit zwei Dachhäusern auf der Hofanlage Röllinghausen 2 | Um 1900 |                  | 25.100.700.096, ID: 34627071 Wikidata            |
| Stall                                             | Stall                                             | Groß Bramstedt Röllinghausen 2                                | Stall in Fachwerk mit zumeist Steinausfachungen (teils verbohlt), Querdurchfahrt und Satteldach                                                                                             | 1845 |                  | 25.100.700.094, ID: 34627071 Wikidata            |
| Wohn-/Wirtschaftsgebäude                          | Wohn-/Wirtschaftsgebäude                          | Groß Bramstedt Röllinghausen 2                                | Zweiständerhallenhaus in Fachwerk mit Steinausfachungen und Krüppelwalmdach | 1856/1883 |                  | 25.100.700.034, ID: 34627071 Wikidata            |
| Backhaus/Speicher                                 | Backhaus/Speicher                                 | Groß Bramstedt Röllinghausen 2                                | Fachwerk mit Steinausfachungen und Satteldach | 2. Hälfte 19. Jh. |                  | 25.100.700.095, ID: 34627071 Wikidata            |
| Scheune                                           | Scheune                                           | Groß Bramstedt Röllinghausen 2                                | Teils in Fachwerk und massiven verklinkerten Giebel, mit Krüppelwalmdach | |                  | 25.100.700.093, ID: 34627071 Wikidata            |
| Wohn-/Wirtschaftsgebäude                          | Wohn-/Wirtschaftsgebäude                          | Groß Henstedt Groß Henstedt 21                                | Hofanlage Groß Henstedt 21, Hallenhaus in Fachwerk mit Steinausfachungen und reetgedecktem Krüppelwalmdach                                                                                  | |                  | 25.100.700.036, ID: 34427985 Wikidata            |
| Scheune                                           | Scheune                                           | Groß Henstedt Groß Henstedt 21                                | Scheune mit verbohlten Wänden und Satteldach | |                  | 25.100.700.037 Wikidata                          |
| Backhaus                                          | Backhaus                                          | Groß Henstedt Groß Henstedt 21                                | ehem. Backhaus in Fachwerk mit Steinausfachungen und Satteldach | |                  | Wikidata                                         |
| Wohn-/Wirtschaftsgebäude                          | Wohn-/Wirtschaftsgebäude                          | Hallstedt Hallstedt 16a                                       | Zweiständer-Hallenhaus, Inschrift am Giebel „Wer Gott verdraut, hat wohl gebaut, im Himmel und auf Erden“                                                                                   | Wohn- und Wirtschaftsgebäude Hallstedt 16a], im Kern (Innengerüst) erb. 1593(d), 1692 Umbau des Kammerfaches, 1802(i) neuer Wirtschaftsgiebel. |                  | 25.100.700.040 Wikidata                          |
| Wohn-/Wirtschaftsgebäude                          | Wohn-/Wirtschaftsgebäude                          | Hallstedt Hallstedt 18                                        | Wohn- und Wirtschaftsgebäude Hallstedt 18, Hallenhaus in Fachwerk mit Steinausfachungen und Krüppelwalmdach                                                                                 | 1862 |                  | 25.100.700.039, ID: 34428073, Wikidata           |
| Wohn-/Wirtschaftsgebäude                          | Wohn-/Wirtschaftsgebäude                          | Hollwedel Klein Hollwedel 5                                   | Wohn- und Wirtschaftsgebäude Klein Hollwedel 5, Hallenhaus in Fachwerk mit Steinausfachungen und reetgedecktem Krüppelwalmdach                                                              | |                  | 25.100.700.042 Wikidata                          |
| Wohn-/Wirtschaftsgebäude                          | Wohn-/Wirtschaftsgebäude                          | Hollwedel Möhlenhof 2                                         | Wohn- und Wirtschaftsgebäude Möhlenhof 2, Hallenhaus in Fachwerk mit Steinausfachungen und reetgedecktem Krüppelwalmdach                                                                    | 1802 |                  | 25.100.700.043, ID: 34428116 Wikidata            |
| Wohn-/Wirtschaftsgebäude                          | Wohn-/Wirtschaftsgebäude                          | Hollwedel Nüstedt 1b                                          | Wohn- und Wirtschaftsgebäude Nüstedt 1b, kleineres Hallenhaus in Fachwerk mit Steinausfachungen und reetgedecktem Krüppelwalmdach                                                           | 1863 |                  | 25.100.700.044 Wikidata                          |
| Scheune                                           | Scheune                                           | Neubruchhausen Am Steinkamp Karte                             | Fachwerkbau im Scheunenviertel Neubruchhausen | 1734 |                  | 25.100.700.049 ,ID 34626999 Wikidata             |
| Scheune                                           | Scheune                                           | Neubruchhausen Am Steinkamp Karte                             | Fachwerkbau im Scheunenviertel Neubruchhausen | |                  | 25.100.700.050,ID 34626999 Wikidata              |
| Scheune                                           | Scheune                                           | Neubruchhausen Am Steinkamp Karte                             | Fachwerkbau im Scheunenviertel Neubruchhausen | |                  | 25.100.700.051, ID 34626999 Wikidata             |
| Scheune                                           | Scheune                                           | Neubruchhausen Am Steinkamp Karte                             | Fachwerkbau im Scheunenviertel Neubruchhausen | |                  | 25.100.700.052, ID 34626999 Wikidata             |
| Fachwerkscheune im Scheunenviertel Neubruchhausen | Fachwerkscheune im Scheunenviertel Neubruchhausen | Neubruchhausen Am Steinkamp Karte                             | Fachwerkbau | |                  | 25.100.700.090, ID 34626999 Wikidata             |
| Scheune                                           | Scheune                                           | Neubruchhausen Am Steinkamp Karte                             | Scheune im Scheunenviertel Neubruchhausen | |                  | 251.007.000.115, ID 34626999 Wikidata            |
| Scheune                                           | Scheune                                           | Neubruchhausen Am Steinkamp                                   | Scheune im Scheunenviertel Neubruchhausen, Balkeninschrift: ALLEN DIE MKH KENNEN DEN GEBE GOTT WAS SIE MIR GEB. REINEKE GEHRS V WISLOH VSF GEBCKE WEINBERGEN. V HENSTE 1723 D 17 MARTZ MLLW | 1723 |                  | 25.100.700.116, ID 34626999 Wikidata             |
| Wohn-/Wirtschaftsgebäude                          | Wohn-/Wirtschaftsgebäude                          | Neubruchhausen Am Steinkamp 2                                 | Wohn- und Wirtschaftsgebäude Am Steinkamp 2, Hallenhaus in Fachwerk mit Krüppelwalmdach | |                  | 25.100.700.053 Wikidata                          |
| Wohn-/Wirtschaftsgebäude                          | Wohn-/Wirtschaftsgebäude                          | Neubruchhausen Hauptstraße 99                                 | Hofanlage Hauptstraße 99, Zweiständer-Hallenhaus in Fachwerk mit Steinausfachungen und Satteldach mit 6 Schleppgauben                                                                       | 19. Jh. und um 1900 |                  | 25.100.700.107 Wikidata                          |
| Scheune, ehem.                                    | Scheune, ehem.                                    | Neubruchhausen Hauptstraße 99                                 | Fachwerkscheune mit Steinausfachungen, Krüppelwalmdach und Längsdurchfahrt, Bau erheblich nach Süden erweitert                                                                              | |                  | 25.100.700.108 Wikidata                          |
| Wohn-/Wirtschaftsgebäude                          | Wohn-/Wirtschaftsgebäude                          | Neubruchhausen Heidestraße 35                                 | Wohn- und Wirtschaftsgebäude Heidestraße 35, kleineres Hallenhaus in Fachwerk mit Steinausfachungen und Krüppelwalmdach                                                                     | 1842 |                  | 25.100.700.066, ID: 34428378 Wikidata            |
| Wohn-/Wirtschaftsgebäude                          | Wohn-/Wirtschaftsgebäude                          | Neubruchhausen Heidestraße 39                                 | Wohn- und Wirtschaftsgebäude Heidestraße 39, Hallenhaus in Fachwerk mit Steinausfachungen und reetgedecktem Krüppelwalmdach                                                                 | 1831 |                  | 25.100.700.067, ID: 34428398 Wikidata            |
| Scheune                                           | Scheune                                           | Neubruchhausen Heiligenfelder Straße                          | Feldscheune | 1726 |                  | 25.100.700.069, ID: 34428440                     |
| Schule, ehem.                                     | Schule, ehem.                                     | Neubruchhausen Heiligenfelder Straße 2 Karte                  | Schule Heiligenfelder Straße 2, eingeschossiges im Giebel verklinkerte historisierendes Gebäude mit Krüppelwalmdach                                                                         | 1861 |                  | 25.100.700.070, ID: 34428463 Wikidata            |
| Scheune                                           | Scheune                                           | Neubruchhausen Heiligenfelder Straße 18                       | | |                  | 25.100.700.071                                   |
| Wohn-/Wirtschaftsgebäude                          | Wohn-/Wirtschaftsgebäude                          | Neubruchhausen Nienburger Straße 13                           | Hofanlage Nienburger Straße 13, Zweiständer-Hallenhaus in Fachwerk mit Steinausfachungen und Krüppelwalmdach                                                                                | 1852 |                  | 25.100.700.054 Wikidata                          |
| Scheune l                                         | Scheune l                                         | Neubruchhausen Nienburger Straße 13                           | Fachwerkbau mit Steinausfachungen, Krüppelwalmdach sowie Quer- und Längsdurchfahrt | |                  | 25.100.700.055, ID: 34428595 Wikidata            |
| Scheune 2                                         | Scheune 2                                         | Neubruchhausen Nienburger Straße 13                           | Fachwerkbau mit Steinausfachungen, Krüppelwalmdach und seitlicher Längsdurchfahrt | |                  | 25.100.700.056, ID: 34428617 Wikidata            |
| Wohn-/Wirtschaftsgebäude                          | Wohn-/Wirtschaftsgebäude                          | Neubruchhausen Nienburger Straße 14                           | Wohn- und Wirtschaftsgebäude Nienburger Straße 14, verklinkertes Gebäude in massiver Bauweise mit Krüppelwalmdach                                                                           | 19. Jh. |                  | 25.100.700.057, ID: 34428639 Wikidata            |
| Wohn-/Wirtschaftsgebäude                          | Wohn-/Wirtschaftsgebäude                          | Neubruchhausen Nienburger Straße 15                           | Wohn- und Wirtschaftsgebäude Nienburger Straße 15, Zweiständer-Hallenhaus in Fachwerk mit Steinausfachungen und Krüppelwalmdach                                                             | 1858 |                  | 25.100.700.059, ID: 34428681 Wikidata            |
| Wohn-/Wirtschaftsgebäude                          | Wohn-/Wirtschaftsgebäude                          | Neubruchhausen Nienburger Straße 16                           | Wohn- und Wirtschaftsgebäude Nienburger Straße 16, verklinkerte Gebäude in massiver Bauweise mit Krüppelwalmdach                                                                            | 19. Jh. |                  | 25.100.700.060, ID: 34428702 Wikidata            |
| Wohn-/Wirtschaftsgebäude                          | Wohn-/Wirtschaftsgebäude                          | Neubruchhausen Nienburger Straße 17                           | Hofanlage Nienburger Straße 17, Zweiständer-Hallenhaus in Fachwerk mit Steinausfachungen und Krüppelwalmdach                                                                                | |                  | 25.100.700.061 Wikidata                          |
| Stall                                             | Stall                                             | Neubruchhausen Nienburger Straße 17                           | vermutlich später verklinkerter Stall mit Satteldach | |                  | 25.100.700.062 Wikidata                          |
| Wohn-/Wirtschaftsgebäude                          | Wohn-/Wirtschaftsgebäude                          | Neubruchhausen Nienburger Straße 18                           | Wohn- und Wirtschaftsgebäude Nienburger Straße 18, verklinkerte Gebäude in massiver Bauweise mit Krüppelwalmdach                                                                            | 19. Jh. |                  | 25.100.700.063 Wikidata                          |
| Wohn-/Wirtschaftsgebäude                          | Wohn-/Wirtschaftsgebäude                          | Neubruchhausen Nienburger Straße 19                           | Hofanlage Nienburger Straße 19, Zweiständer-Hallenhaus in Fachwerk mit Steinausfachungen und Krüppelwalmdach,                                                                               | |                  | 25.100.700.064, ID: 34627020 + 34428787 Wikidata |
| Scheune                                           | Scheune                                           | Neubruchhausen Nienburger Straße 19                           | Scheune in Fachwerk mit Steinausfachungen, Krüppelwalmdach | |                  | 25.100.700.065, ID: 34627020 + 34428787 Wikidata |
| Wohn-/Wirtschaftsgebäude                          | Wohn-/Wirtschaftsgebäude                          | Neubruchhausen Raiffeisenstraße 18                            | | |                  | 25.100.700.074                                   |
| Wohnhaus                                          | Wohnhaus                                          | Neubruchhausen Seefeldstraße 3                                | Wohnhaus Seefeldstraße 3, historisierendes verklinkerte T-förmiges Gebäude mit mittigen Giebelrisalit und Satteldach                                                                        | 1898 |                  | 25.100.700.075, ID 34428850 Wikidata             |
| Wohn-/Wirtschaftsgebäude                          | Wohn-/Wirtschaftsgebäude                          | Neubruchhausen Sudwalder Straße 1                             | Wohn- und Wirtschaftsgebäude Sudwalder Straße 1, Hallenhaus in Fachwerk mit Steinausfachungen und Krüppelwalmdach                                                                           | 1816 |                  | 725.100.700.077, ID: 34428870 Wikidata           |
| Stall, ehem.                                      | Stall, ehem.                                      | Neubruchhausen Sudwalder Straße 9                             | | |                  | 25.100.700.089, ID: 34428893                     |
| Wohnhaus                                          | Wohnhaus                                          | Neubruchhausen Sudwalder Straße 17                            | Alte Oberförsterei Neubruchhausen als Gebäude in Fachwerk mit Putzausfachungen Krüppelwalmdach sowie mit Nebengebäude, heute Kulturzentrum                                                  | 1786 |                  | 25100700076M001, ID 34428913 Wikidata            |
| Grenzstein                                        | Grenzstein                                        | Neubruchhausen (GMK)                                          | Quaderartiger Stein mit parallelen, vertikalen Kanten und Flachdach; scharriert. Hist. Kreisgrenze Sulingen / Kreis Syke.                                                                   | |                  | 25.100.700.110                                   |
| Speicher,ehem.                                    | Speicher,ehem.                                    | Nienstedt Nienstedt 13                                        | | 1707 |                  | 25.100.700.080                                   |
| Scheune                                           | Scheune                                           | Nienstedt Nienstedt 13                                        | | |                  | 25.100.700.079                                   |
| Scheune                                           | Scheune                                           | Nordwohlde Högenhausen 2                                      | | |                  | 25.100.700.081                                   |
| Windmühle                                         | Windmühle                                         | Nordwohlde Kätingen 8                                         | Die Galerieholländer - Windmühle von 1864 wird als Wohnhaus genutzt. | |                  | 25.100.700.082 Wikidata                          |
| Kirche                                            | Kirche                                            | Nordwohlde                                                    | Ev. Pfarrkirche | |                  | 25.100.700.083                                   |
| Kriegerdenkmal                                    | Kriegerdenkmal                                    | Nordwohlde                                                    | | |                  | 25.100.700.084                                   |
| Wohn-/Wirtschaftsgebäude                          | Wohn-/Wirtschaftsgebäude                          | Nordwohlde Stütelberg 2                                       | Zweiständer-Hallenhaus in Fachwerk mit Steinausfachungen und Krüppelwalmdach | 1821 |                  | 25.100.700.085, ID: 34429069 Wikidata            |
| Grenzstein                                        | Grenzstein                                        | Ochtmannien (GMK)                                             | Quaderartiger Stein mit parallelen, vertikalen Kanten und Flachdach; scharriert. Hist. Kreisgrenze Hoya / Kreis Syke. Alte Schreibweisen auf dem Grenzstein Hoÿa/Syke                       | |                  | 25.100.700.111                                   |
| Speicher                                          | Speicher                                          | Schorlingborstel Schorlingborstel 2                           | Fachwerkhaus mit Steinausfachungen und Satteldach sowie Ladebalken | 1739 |                  | 25.100.700.086 Wikidata                          |
| Scheune                                           | Scheune                                           | Schorlingborstel Schorlingborstel 9                           | Querdurchfahrts-Fachwerkscheune mit weichgedecktem Walmdach. | |                  | 25.100.700.120                                   |
| Speicher                                          | Speicher                                          | Stühren Döhren 1                                              | Fachwerkhaus mit Ziegelausfachungen und Satteldach sowie Inschrift | 1816 |                  | 25.100.700.103, ID: 34429175 Wikidata            |
| Windmühle                                         | Windmühle                                         | Wedehorn Wedehorn, Gödderner Weg Karte                        | Mühle von 1878 mit drei Mahlgänge, Leerstand um 1970/80, Sanierung und Umbau als Wohngebäude bis 1987, neue Flügel 2000 und 2016                                                            | 1878 |                  | ID: 34429112 Wikidata                            |
| Häuslingshaus, ehem.                              | Häuslingshaus, ehem.                              | Wedehorn Wedehorn 10b                                         | Gebäude mit reetgedecktem Krüppelwalmdach | |                  | 25.100.700.088, ID 34429155 Wikidata             |

## Neubruchhausen

### Gruppe: Mühlenanlage Neubruchhausen
Die Gruppe „Mühlenanlage Neubruchhausen“ umfasst die Mühle mit den umgebenden Bauwerken und hat die ID 34626978.

| Bild                       | Bezeichnung                | Lage                            | Beschreibung | Bauzeit         | Eingetragen seit | Denkmal- nummer                        |
| -------------------------- | -------------------------- | ------------------------------- | --- | --------------- | ---------------- | -------------------------------------- |
| Wohnhaus                   | Wohnhaus                   | Neubruchhausen Am Mühlenteich 1 | Stuckverzierte Wohnhaus | 19. Jahrhundert |                  | 25.100.700.046, ID: 34428159           |
| Stall I                    | Stall I                    | Neubruchhausen Am Mühlenteich 1 | Wassermühle Neubruchhausen, verklinkerte Scheune | Anf. 20. Jh.    |                  | 25.100.700.047, ID: 34428159           |
| Stall II                   | Stall II                   | Neubruchhausen Am Mühlenteich 1 | Fachwerkscheune | 19. Jh.         |                  | 25.100.700.048, ID: 34428159           |
| Stauwehr                   | Stauwehr                   | Neubruchhausen Am Mühlenteich 1 | |                 |                  | 25.100.700.117, ID: 34428159           |
| Wassermühle Neubruchhausen | Wassermühle Neubruchhausen | Neubruchhausen Am Mühlenteich 1 | Mühle mit Mühlenteich. Ersterwähnung 1583, Fachwerkteil von 1730, verputzter Wohnteil aus den 1890er Jahren, 1974 stillgelegt, 2016 bis 2020 saniert |                 |                  | 25100700045M001, ID: 34428159 Wikidata |